# 2021–2022-es Európa-liga (csoportkör)
A 2021–2022-es Európa-liga csoportkörének mérkőzéseit 2021. szeptember 16. és december 9. között játszották. A csoportkörben 32 csapat vett részt.

## Sorsolás
A csoportkör sorsolását 2021. augusztus 27-én tartották Isztambulban közép európai idő szerint 12 órától (helyi idő szerint 13 órától).
A csapatokat 4 kalapba sorolták be, az UEFA-együtthatójuk sorrendjében. A 32 csapatot 8 darab négycsapatos csoportba sorsolták. Azonos tagországba tartozó csapatok nem voltak sorsolhatók azonos csoportba. Az azonos tagországba tartozó csapatokból párokat alakítottak ki, amelyeket négy csoportra (A–D, E–H), valamint az UEFA Európa Konferencia Liga szempontjából is szétosztottak. A párokat az UEFA határozta meg.
- A: Lyon és Marseille
- B: Napoli és Lazio
- C: Bayer Leverkusen és Eintracht Frankfurt
- D: Olimbiakósz és UEFA Konferencia Liga
- E: Monaco és UEFA Konferencia Liga
- F: Celtic és Rangers
- G: Crvena zvezda és UEFA Konferencia Liga
- H: Leicester és West Ham United
- I: Lokomotyiv Moszkva és Szpartak Moszkva
- J: Genk és Antwerp
- K: PSV Eindhoven és UEFA Konferencia Liga
- L: Ludogorec Razgrad és UEFA Konferencia Liga
- M: Real Sociedad és Real Betis
- N: Fenerbahçe és Galatasaray
- O: Rapid Wien és Sturm Graz
- P: Midtjylland és Brøndby

Egy játéknapon rendezték az összes mérkőzést. A játéknapok: szeptember 16., szeptember 30., október 21., november 4., november 25., december 9. A mérkőzések közép-európai idő szerint 16:30-kor, 18:45-kor és 21:00-kor kezdődtek. A végleges menetrendet a sorsolás után, számítógéppel állították össze.

## Csapatok
Az alábbi csapatok vettek részt a csoportkörben:
- 12 csapat ebben a körben lépett be
- 10 győztes csapat a rájátszásból
- 6 vesztes csapat a UEFA-bajnokok ligája rájátszásából (4 a bajnoki ágról, 2 a nem bajnoki ágról)
- 4 vesztes csapat a UEFA-bajnokok ligája 3. selejtezőkörének nem bajnoki ágáról

| Csapat           | Együttható |
| ---------------- | ---------- |
| Lyon             | 76,000     |
| Napoli           | 74,000     |
| Bayer Leverkusen | 57,000     |
| Dinamo Zagreb    | 44,500     |
| Lazio            | 44,000     |
| Olimbiakósz      | 43,000     |
| Monaco           | 36,000     |
| Braga            | 35,000     |

| Csapat              | Együttható |
| ------------------- | ---------- |
| Celtic              | 34,000     |
| Eintracht Frankfurt | 33,000     |
| Crvena zvezda       | 32,500     |
| Leicester City      | 32,000     |
| Rangers             | 31,250     |
| Lokomotyiv Moszkva  | 31,000     |
| Genk                | 30,000     |
| PSV Eindhoven       | 29,000     |

| Csapat            | Együttható |
| ----------------- | ---------- |
| Marseille         | 28,000     |
| Ludogorec Razgrad | 28,000     |
| West Ham United   | 20,113     |
| Real Sociedad     | 19,571     |
| Real Betis        | 19,571     |
| Fenerbahçe        | 19,500     |
| Szpartak Moszkva  | 18,500     |
| Sparta Praha      | 17,500     |

| Csapat         | Együttható |
| -------------- | ---------- |
| Rapid Wien     | 17,000     |
| Galatasaray    | 17,000     |
| Legia Warszawa | 16,500     |
| Midtjylland    | 13,500     |
| Ferencváros    | 13,500     |
| Antwerp        | 10,500     |
| Sturm Graz     | 7,165      |
| Brøndby        | 7,000      |

## Csoportok
A csoportokban a csapatok körmérkőzéses, oda-visszavágós rendszerben mérkőztek meg egymással. Az első helyezettek a nyolcaddöntőbe, a második helyezettek a nyolcaddöntő rájátszásába, a harmadik helyezettek a UEFA Európa Konferencia Liga nyolcaddöntőjének rájátszásába kerültek.

### Sorrend meghatározása
Az UEFA versenyszabályzata alapján, ha két vagy több csapat a csoportmérkőzések után azonos pontszámmal állt, az alábbiak alapján kellett meghatározni a sorrendet:
1. az azonosan álló csapatok mérkőzésein szerzett több pont
2. az azonosan álló csapatok mérkőzésein elért jobb gólkülönbség
3. az azonosan álló csapatok mérkőzésein szerzett több gól
4. ha kettőnél több csapat áll azonos pontszámmal, akkor az egymás elleni eredményeket mindaddig újra kell alkalmazni, amíg nem dönthető el a sorrend
5. az összes mérkőzésen elért jobb gólkülönbség
6. az összes mérkőzésen szerzett több gól
7. az összes mérkőzésen szerzett több idegenben szerzett gól
8. az összes mérkőzésen szerzett több győzelem
9. az összes mérkőzésen szerzett több idegenben szerzett győzelem
10. fair play pontszám (piros lap = 3 pont, sárga lap = 1 pont, kiállítás két sárga lap után = 3 pont);
11. jobb UEFA-együttható

Minden időpont közép-európai idő/közép-európai nyári idő szerint van feltüntetve.

### A csoport
| Hely. | Csapat       | M | Gy | D | V | G+ | G– | Gk  | P  | Továbbjutás                                                        |  | LYO | RAN | SPP | BRO |
| ----- | ------------ | - | -- | - | - | -- | -- | --- | -- | ------------------------------------------------------------------ |  | --- | --- | --- | --- |
| 1.    | Lyon         | 6 | 5  | 1 | 0 | 16 | 5  | +11 | 16 | Továbbjutott a nyolcaddöntőbe                                      |  | —   | 1–1 | 3–0 | 3–0 |
| 2.    | Rangers      | 6 | 2  | 2 | 2 | 6  | 5  | +1  | 8  | Továbbjutott a nyolcaddöntő rájátszásába                           |  | 0–2 | —   | 2–0 | 2–0 |
| 3.    | Sparta Praha | 6 | 2  | 1 | 3 | 6  | 9  | −3  | 7  | Átkerült az UEFA Európa Konferencia Liga nyolcaddöntő rájátszásába |  | 3–4 | 1–0 | —   | 2–0 |
| 4.    | Brøndby      | 6 | 0  | 2 | 4 | 2  | 11 | −9  | 2  |                                                                    |  | 1–3 | 1–1 | 0–0 | —   |

| 2021. szeptember 16. 21:00 (20:00 BST) |

| Rangers | 0–2               | Lyon                                  |
| ------- | ----------------- | ------------------------------------- |
|         | (0–1) Jegyzőkönyv | Toko Ekambi 23' Tavernier 55' (öngól) |

| Ibrox Stadium, Glasgow Játékvezető: Andreas Ekberg (svéd) |

| 2021. szeptember 16. 21:00 |

| Brøndby | 0–0         | Sparta Praha |
| ------- | ----------- | ------------ |
|         | Jegyzőkönyv |              |

| Brøndby Stadion, Brøndby Játékvezető: Alekszandar Sztavrev (macedón) |

| 2021. szeptember 30. 18:45 |

| Lyon                          | 3–0               | Brøndby |
| ----------------------------- | ----------------- | ------- |
| Toko Ekambi 64' 71' Aouar 85' | (0–0) Jegyzőkönyv |         |

| Parc Olympique Lyonnais, Décines-Charpieu Játékvezető: Harald Lechner (osztrák) |

| 2021. szeptember 30. 18:45 |

| Sparta Praha | 1–0               | Rangers |
| ------------ | ----------------- | ------- |
| Hancko 29'   | (1–0) Jegyzőkönyv |         |

| Stadion Letná, Prága Játékvezető: Ali Palabıyık (török) |

| 2021. október 21. 21:00 |

| Sparta Praha                    | 3–4               | Lyon                                      |
| ------------------------------- | ----------------- | ----------------------------------------- |
| Haraslín 4' 19' Krejčí II 90+6' | (2–1) Jegyzőkönyv | Toko Ekambi 42' 88' Aouar 53' Paquetá 67' |

| Stadion Letná, Prága Játékvezető: Matej Jug (szlovén) |

| 2021. október 21. 21:00 (20:00 BST) |

| Rangers               | 2–0               | Brøndby |
| --------------------- | ----------------- | ------- |
| Balogun 18' Roofe 30' | (2–0) Jegyzőkönyv |         |

| Ibrox Stadion, Glasgow Játékvezető: Fran Jović (horvát) |

| 2021. november 4. 18:45 |

| Lyon                               | 3–0               | Sparta Praha |
| ---------------------------------- | ----------------- | ------------ |
| Szlimani 61' 63' Toko Ekambi 90+2' | (0–0) Jegyzőkönyv |              |

| Parc Olympique Lyonnais, Décines-Charpieu Játékvezető: Maurizio Mariani (olasz) |

| 2021. november 4. 18:45 |

| Brøndby             | 1–1               | Rangers  |
| ------------------- | ----------------- | -------- |
| Balogun 45' (öngól) | (1–0) Jegyzőkönyv | Hagi 77' |

| Brøndby Stadion, Brøndby Játékvezető: Nikola Dabanović (montenegrói) |

| 2021. november 25. 21:00 (20:00 GMT) |

| Rangers         | 2–0               | Sparta Praha |
| --------------- | ----------------- | ------------ |
| Morelos 15' 49' | (1–0) Jegyzőkönyv |              |

| Ibrox Stadion, Glasgow Játékvezető: Danny Makkelie (holland) |

| 2021. november 25. 21:00 |

| Brøndby  | 1–3               | Lyon                        |
| -------- | ----------------- | --------------------------- |
| Uhre 51' | (0–0) Jegyzőkönyv | Cherki 57' 66' Szlimani 76' |

| Brøndby Stadion, Brøndby Játékvezető: Georgi Kabakov (bolgár) |

| 2021. december 9. 18:45 |

| Lyon               | 1–1               | Rangers       |
| ------------------ | ----------------- | ------------- |
| Bassey 49' (öngól) | (0–1) Jegyzőkönyv | S. Wright 42' |

| Parc Olympique Lyonnais, Décines-Charpieu Játékvezető: Radu Petrescu (román) |

| 2021. december 9. 18:45 |

| Sparta Praha          | 2–0               | Brøndby |
| --------------------- | ----------------- | ------- |
| Hancko 43' Hložek 49' | (1–0) Jegyzőkönyv |         |

| Stadion Letná, Prága Játékvezető: Craig Pawson (angol) |

### B csoport
| Hely. | Csapat        | M | Gy | D | V | G+ | G– | Gk | P  | Továbbjutás                                                        |  | MON | SOC | PSV | STU |
| ----- | ------------- | - | -- | - | - | -- | -- | -- | -- | ------------------------------------------------------------------ |  | --- | --- | --- | --- |
| 1.    | Monaco        | 6 | 3  | 3 | 0 | 7  | 4  | +3 | 12 | Továbbjutott a nyolcaddöntőbe                                      |  | —   | 2–1 | 0–0 | 1–0 |
| 2.    | Real Sociedad | 6 | 2  | 3 | 1 | 9  | 6  | +3 | 9  | Továbbjutott a nyolcaddöntő rájátszásába                           |  | 1–1 | —   | 3–0 | 1–1 |
| 3.    | PSV Eindhoven | 6 | 2  | 2 | 2 | 9  | 8  | +1 | 8  | Átkerült az UEFA Európa Konferencia Liga nyolcaddöntő rájátszásába |  | 1–2 | 2–2 | —   | 2–0 |
| 4.    | Sturm Graz    | 6 | 0  | 2 | 4 | 3  | 10 | −7 | 2  |                                                                    |  | 1–1 | 0–1 | 1–4 | —   |

| 2021. szeptember 16. 21:00 |

| PSV Eindhoven       | 2–2               | Real Sociedad        |
| ------------------- | ----------------- | -------------------- |
| Götze 32' Gakpo 54' | (1–2) Jegyzőkönyv | Januzaj 34' Isak 39' |

| Philips Stadion, Eindhoven Játékvezető: William Collum (skót) |

| 2021. szeptember 16. 21:00 |

| Monaco     | 1–0               | Sturm Graz |
| ---------- | ----------------- | ---------- |
| Diatta 66' | (0–0) Jegyzőkönyv |            |

| II. Lajos Stadion, Monaco Játékvezető: Donatas Rumšas (litván) |

| 2021. szeptember 30. 18:45 |

| Real Sociedad | 1–1               | Monaco     |
| ------------- | ----------------- | ---------- |
| Merino 53'    | (0–1) Jegyzőkönyv | Disasi 16' |

| Estadio Anoeta, San Sebastián Játékvezető: Szergej Ivanov (orosz) |

| 2021. szeptember 30. 18:45 |

| Sturm Graz    | 1–4               | PSV Eindhoven                                |
| ------------- | ----------------- | -------------------------------------------- |
| Stanković 55' | (0–1) Jegyzőkönyv | Sangaré 32' Zahavi 51' Max 74' Vertessen 78' |

| Liebenauer Stadium, Graz Játékvezető: Yevhen Aranovskyi (ukrán) |

| 2021. október 21. 21:00 |

| Sturm Graz | 0–1               | Real Sociedad |
| ---------- | ----------------- | ------------- |
|            | (0–0) Jegyzőkönyv | Isak 69'      |

| Liebenauer Stadium, Graz Játékvezető: Tobias Stieler (német) |

| 2021. október 21. 21:00 |

| PSV Eindhoven | 1–2               | Monaco             |
| ------------- | ----------------- | ------------------ |
| Gakpo 59'     | (0–1) Jegyzőkönyv | Boadu 20' Diop 89' |

| Philips Stadion, Eindhoven Játékvezető: Davide Massa (olasz) |

| 2021. november 4. 18:45 |

| Monaco | 0–0         | PSV Eindhoven |
| ------ | ----------- | ------------- |
|        | Jegyzőkönyv |               |

| II. Lajos Stadion, Monaco Játékvezető: Cüneyt Çakır (török) |

| 2021. november 4. 18:45 |

| Real Sociedad | 1–1               | Sturm Graz    |
| ------------- | ----------------- | ------------- |
| Sørloth 53'   | (0–1) Jegyzőkönyv | Jantscher 38' |

| Estadio Anoeta, San Sebastián Játékvezető: Andris Treimanis (lett) |

| 2021. november 25. 21:00 |

| Monaco                 | 2–1               | Real Sociedad |
| ---------------------- | ----------------- | ------------- |
| Volland 28' Fofana 38' | (2–1) Jegyzőkönyv | Isak 35'      |

| II. Lajos Stadion, Monaco Játékvezető: Ivan Kružliak (szlovák) |

| 2021. november 25. 21:00 |

| PSV Eindhoven                     | 2–0               | Sturm Graz |
| --------------------------------- | ----------------- | ---------- |
| Vinícius 45' (11-esből) Bruma 56' | (1–0) Jegyzőkönyv |            |

| Philips Stadion, Eindhoven Játékvezető: Paweł Raczkowski (lengyel) |

| 2021. december 9. 18:45 |

| Real Sociedad                              | 3–0               | PSV Eindhoven |
| ------------------------------------------ | ----------------- | ------------- |
| Oyarzabal 43' (11-esből) 62' Sørloth 90+3' | (1–0) Jegyzőkönyv |               |

| Estadio Anoeta, San Sebastián Játékvezető: Felix Zwayer (német) |

| 2021. december 9. 18:45 |

| Sturm Graz              | 1–1               | Monaco      |
| ----------------------- | ----------------- | ----------- |
| Jantscher 7' (11-esből) | (1–1) Jegyzőkönyv | Volland 30' |

| Liebenauer Stadium, Graz Játékvezető: Mohammed Al-Hakim (svéd) |

### C csoport
| Hely. | Csapat           | M | Gy | D | V | G+ | G– | Gk | P  | Továbbjutás                                                        |  | SPM | NAP | LEI | LEG |
| ----- | ---------------- | - | -- | - | - | -- | -- | -- | -- | ------------------------------------------------------------------ |  | --- | --- | --- | --- |
| 1.    | Szpartak Moszkva | 6 | 3  | 1 | 2 | 10 | 9  | +1 | 10 | Továbbjutott a nyolcaddöntőbe                                      |  | —   | 2–1 | 3–4 | 0–1 |
| 2.    | Napoli           | 6 | 3  | 1 | 2 | 15 | 10 | +5 | 10 | Továbbjutott a nyolcaddöntő rájátszásába                           |  | 2–3 | —   | 3–2 | 3–0 |
| 3.    | Leicester City   | 6 | 2  | 2 | 2 | 12 | 11 | +1 | 8  | Átkerült az UEFA Európa Konferencia Liga nyolcaddöntő rájátszásába |  | 1–1 | 2–2 | —   | 3–1 |
| 4.    | Legia Warszawa   | 6 | 2  | 0 | 4 | 4  | 11 | −7 | 6  |                                                                    |  | 0–1 | 1–4 | 1–0 | —   |

1. 1 2  Egymás elleni pontok: Szpartak Moszkva 6, Napoli 0.

| 2021. szeptember 15. 16:30 (17:30 MSK) |

| Szpartak Moszkva | 0–1               | Legia Warszawa |
| ---------------- | ----------------- | -------------- |
|                  | (0–0) Jegyzőkönyv | Kastrati 90+1' |

| Otkrityije Aréna, Moszkva Játékvezető: Nikola Dabanović (montenegrói) |

| 2021. szeptember 16. 21:00 (20:00 BST) |

| Leicester City      | 2–2               | Napoli          |
| ------------------- | ----------------- | --------------- |
| Pérez 9' Barnes 64' | (1–0) Jegyzőkönyv | Osimhen 69' 87' |

| King Power Stadion, Leicester Játékvezető: Tiago Martins (portugál) |

| 2021. szeptember 30. 18:45 |

| Napoli                  | 2–3               | Szpartak Moszkva           |
| ----------------------- | ----------------- | -------------------------- |
| Elmasz 1' Osimhen 90+4' | (1–0) Jegyzőkönyv | Promes 55' 90' Ignatov 80' |

| San Paolo stadion, Nápoly Játékvezető: Ivan Kružliak (szlovák) |

| 2021. szeptember 30. 18:45 |

| Legia Warszawa | 1–0               | Leicester City |
| -------------- | ----------------- | -------------- |
| Emreli 31'     | (1–0) Jegyzőkönyv |                |

| Stadion Wojska Polskiego, Varsó Játékvezető: Ivan Bebek (horvát) |

| 2021. október 20. 16:30 (17:30 MSK) |

| Szpartak Moszkva            | 3–4               | Leicester City       |
| --------------------------- | ----------------- | -------------------- |
| Sobolev 11' 86' Larsson 44' | (2–1) Jegyzőkönyv | Daka 45' 48' 54' 79' |

| Otkrityije Aréna, Moszkva Játékvezető: Anasztásziosz Szidirópulosz (görög) |

| 2021. október 21. 21:00 |

| Napoli                                 | 3–0               | Legia Warszawa |
| -------------------------------------- | ----------------- | -------------- |
| Insigne 76' Osimhen 80' Politano 90+5' | (0–0) Jegyzőkönyv |                |

| San Paolo stadion, Nápoly Játékvezető: Carlos del Cerro Grande (spanyol) |

| 2021. november 4. 18:45 |

| Legia Warszawa | 1–4               | Napoli                                                               |
| -------------- | ----------------- | -------------------------------------------------------------------- |
| Emreli 10'     | (1–0) Jegyzőkönyv | Zieliński 51' (11-esből) Mertens 75' (11-esből) Lozano 79' Ounas 90' |

| Stadion Wojska Polskiego, Varsó Játékvezető: Lawrence Visser (belga) |

| 2021. november 4. 18:45 (17:45 GMT) |

| Leicester City | 1–1               | Szpartak Moszkva |
| -------------- | ----------------- | ---------------- |
| Amartey 58'    | (0–0) Jegyzőkönyv | Moses 51'        |

| King Power Stadion, Leicester Játékvezető: Halil Umut Meler (török) |

| 2021. november 24. 16:30 (18:30 MSK) |

| Szpartak Moszkva          | 2–1               | Napoli     |
| ------------------------- | ----------------- | ---------- |
| Sobolev 3' (11-esből) 28' | (2–0) Jegyzőkönyv | Elmasz 64' |

| Otkrityije Aréna, Moszkva Játékvezető: Clément Turpin (francia) |

| 2021. november 25. 21:00 (20:00 GMT) |

| Leicester City                  | 3–1               | Legia Warszawa |
| ------------------------------- | ----------------- | -------------- |
| Daka 11' Maddison 21' Ndidi 33' | (3–1) Jegyzőkönyv | Mladenović 26' |

| King Power Stadion, Leicester Játékvezető: Deniz Aytekin (német) |

| 2021. december 9. 18:45 |

| Napoli                 | 3–2               | Leicester City              |
| ---------------------- | ----------------- | --------------------------- |
| Ounas 4' Elmas 24' 53' | (2–2) Jegyzőkönyv | Evans 27' Dewsbury-Hall 33' |

| San Paolo stadion, Nápoly Játékvezető: Antonio Mateu Lahoz (spanyol) |

| 2021. december 9. 18:45 |

| Legia Warszawa | 0–1               | Szpartak Moszkva |
| -------------- | ----------------- | ---------------- |
|                | (0–1) Jegyzőkönyv | Bakayev 17'      |

| Stadion Wojska Polskiego, Varsó Játékvezető: Matej Jug (szlovén) |

### D csoport
| Hely. | Csapat              | M | Gy | D | V | G+ | G– | Gk | P  | Továbbjutás                                                        |  | FRA | OLY | FEN | ANT |
| ----- | ------------------- | - | -- | - | - | -- | -- | -- | -- | ------------------------------------------------------------------ |  | --- | --- | --- | --- |
| 1.    | Eintracht Frankfurt | 6 | 3  | 3 | 0 | 10 | 6  | +4 | 12 | Továbbjutott a nyolcaddöntőbe                                      |  | —   | 3–1 | 1–1 | 2–2 |
| 2.    | Olimbiakósz         | 6 | 3  | 0 | 3 | 8  | 7  | +1 | 9  | Továbbjutott a nyolcaddöntő rájátszásába                           |  | 1–2 | —   | 1–0 | 2–1 |
| 3.    | Fenerbahçe          | 6 | 1  | 3 | 2 | 7  | 8  | −1 | 6  | Átkerült az UEFA Európa Konferencia Liga nyolcaddöntő rájátszásába |  | 1–1 | 0–3 | —   | 2–2 |
| 4.    | Antwerp             | 6 | 1  | 2 | 3 | 6  | 10 | −4 | 5  |                                                                    |  | 0–1 | 1–0 | 0–3 | —   |

| 2021. szeptember 16. 21:00 |

| Eintracht Frankfurt | 1–1               | Fenerbahçe |
| ------------------- | ----------------- | ---------- |
| Lammers 41'         | (1–1) Jegyzőkönyv | Özil 10'   |

| Waldstadion, Frankfurt am Main Játékvezető: Maurizio Mariani (olasz) |

| 2021. szeptember 16. 21:00 (22:00 EEST) |

| Olimbiakósz               | 2–1               | Antwerp     |
| ------------------------- | ----------------- | ----------- |
| El-Arabi 52' Reabciuk 87' | (0–0) Jegyzőkönyv | Samatta 75' |

| Karaiszkákisz Stadion, Pireusz Játékvezető: Bognár Tamás (magyar) |

| 2021. szeptember 30. 18:45 |

| Antwerp | 0–1               | Eintracht Frankfurt        |
| ------- | ----------------- | -------------------------- |
|         | (0–0) Jegyzőkönyv | Paciência 90+1' (11-esből) |

| Bosuilstadion, Antwerpen Játékvezető: Jakob Kehlet (dán) |

| 2021. szeptember 30. 18:45 (19:45 TRT) |

| Fenerbahçe | 0–3               | Olimbiakósz                |
| ---------- | ----------------- | -------------------------- |
|            | (0–1) Jegyzőkönyv | Soares 6' Masouras 63' 68' |

| Şükrü Saracoğlu Stadion, Isztambul Játékvezető: Alejandro Hernández Hernández (spanyol) |

| 2021. október 21. 18:45 (19:45 TRT) |

| Fenerbahçe                  | 2–2               | Antwerp                |
| --------------------------- | ----------------- | ---------------------- |
| Valencia 21' 45' (11-esből) | (2–1) Jegyzőkönyv | Samatta 2' Gerkens 62' |

| Şükrü Saracoğlu Stadion, Isztambul Játékvezető: Szergej Ivanov (orosz) |

| 2021. október 21. 21:00 |

| Eintracht Frankfurt                         | 3–1               | Olimbiakósz             |
| ------------------------------------------- | ----------------- | ----------------------- |
| Borré 26' (11-esből) Touré 45+3' Kamada 59' | (2–1) Jegyzőkönyv | El-Arabi 30' (11-esből) |

| Commerzbank-Arena, Frankfurt am Main Játékvezető: Tiago Martins (portugál) |

| 2021. november 4. 18:45 (19:45 EET) |

| Olimbiakósz  | 1–2               | Eintracht Frankfurt    |
| ------------ | ----------------- | ---------------------- |
| El-Arabi 12' | (1–1) Jegyzőkönyv | Kamada 17' Hauge 90+2' |

| Karaiszkákisz Stadion, Pireusz Játékvezető: Alekszej Kulbakov (fehérorosz) |

| 2021. november 4. 21:00 |

| Antwerp | 0–3               | Fenerbahçe                      |
| ------- | ----------------- | ------------------------------- |
|         | (0–3) Jegyzőkönyv | Yandaş 8' Meyer 16' Berisha 29' |

| Bosuilstadion, Antwerpen Játékvezető: Irfan Peljto (bosznia-hercegovinai) |

| 2021. november 25. 21:00 |

| Eintracht Frankfurt        | 2–2               | Antwerp                    |
| -------------------------- | ----------------- | -------------------------- |
| Daicsi 13' Paciência 90+4' | (1–1) Jegyzőkönyv | Nainggolan 33' Samatta 88' |

| Commerzbank-Arena, Frankfurt am Main Játékvezető: Paul Tierney (angol) |

| 2021. november 25. 21:00 (22:00 EET) |

| Olimbiakósz | 1–0               | Fenerbahçe |
| ----------- | ----------------- | ---------- |
| Soares 90'  | (0–0) Jegyzőkönyv |            |

| Karaiszkákisz Stadion, Pireusz Játékvezető: Antonio Mateu Lahoz (spanyol) |

| 2021. december 9. 18:45 (20:45 TRT) |

| Fenerbahçe  | 1–1               | Eintracht Frankfurt |
| ----------- | ----------------- | ------------------- |
| Berisha 42' | (1–1) Jegyzőkönyv | Sow 29'             |

| Şükrü Saracoğlu Stadion, Isztambul Játékvezető: Srđan Jovanović (szerb) |

| 2021. december 9. 18:45 |

| Antwerp       | 1–0               | Olimbiakósz |
| ------------- | ----------------- | ----------- |
| Balikwisha 7' | (1–0) Jegyzőkönyv |             |

| Bosuilstadion, Antwerpen Játékvezető: Marco Di Bello (olasz) |

### E csoport
| Hely. | Csapat             | M | Gy | D | V | G+ | G– | Gk | P  | Továbbjutás                                                        |  | GAL | LAZ | MAR | LOK |
| ----- | ------------------ | - | -- | - | - | -- | -- | -- | -- | ------------------------------------------------------------------ |  | --- | --- | --- | --- |
| 1.    | Galatasaray        | 6 | 3  | 3 | 0 | 7  | 3  | +4 | 12 | Továbbjutott a nyolcaddöntőbe                                      |  | —   | 1–0 | 4–2 | 1–1 |
| 2.    | Lazio              | 6 | 2  | 3 | 1 | 7  | 3  | +4 | 9  | Továbbjutott a nyolcaddöntő rájátszásába                           |  | 0–0 | —   | 0–0 | 2–0 |
| 3.    | Marseille          | 6 | 1  | 4 | 1 | 6  | 7  | −1 | 7  | Átkerült az UEFA Európa Konferencia Liga nyolcaddöntő rájátszásába |  | 0–0 | 2–2 | —   | 1–0 |
| 4.    | Lokomotyiv Moszkva | 6 | 0  | 2 | 4 | 2  | 9  | −7 | 2  |                                                                    |  | 0–1 | 0–3 | 1–1 | —   |

| 2021. szeptember 16. 18:45 (19:45 MSK) |

| Lokomotyiv Moszkva | 1–1               | Marseille            |
| ------------------ | ----------------- | -------------------- |
| Anjorin 89'        | (0–0) Jegyzőkönyv | Ünder 59' (11-esből) |

| RZD Aréna, Moszkva Játékvezető: Irfan Peljto (bosznia-hercegovinai) |

| 2021. szeptember 16. 18:45 (19:45 TRT) |

| Galatasaray           | 1–0               | Lazio |
| --------------------- | ----------------- | ----- |
| Strakosha 67' (öngól) | (0–0) Jegyzőkönyv |       |

| Türk Telekom Arena, Isztambul Játékvezető: Matej Jug (szlovén) |

| 2021. szeptember 30. 21:00 |

| Lazio                | 2–0               | Lokomotyiv Moszkva |
| -------------------- | ----------------- | ------------------ |
| Bašić 13' Patric 38' | (2–0) Jegyzőkönyv |                    |

| Olimpiai Stadion, Róma Játékvezető: Craig Pawson (angol) |

| 2021. szeptember 30. 21:00 |

| Marseille | 0–0         | Galatasaray |
| --------- | ----------- | ----------- |
|           | Jegyzőkönyv |             |

| Stade Vélodrome, Marseille Játékvezető: Paweł Raczkowski (lengyel) |

| 2021. október 21. 18:45 |

| Lazio | 0–0         | Marseille |
| ----- | ----------- | --------- |
|       | Jegyzőkönyv |           |

| Olimpiai Stadion, Róma Játékvezető: Deniz Aytekin (német) |

| 2021. október 21. 21:00 (22:00 MSK) |

| Lokomotyiv Moszkva | 0–1               | Galatasaray    |
| ------------------ | ----------------- | -------------- |
|                    | (0–0) Jegyzőkönyv | Aktürkoğlu 82' |

| RZD Aréna, Moszkva Játékvezető: Harald Lechner (osztrák) |

| 2021. november 4. 18:45 (20:45 TRT) |

| Galatasaray | 1–1               | Lokomotyiv Moszkva |
| ----------- | ----------------- | ------------------ |
| Feguli 43'  | (1–0) Jegyzőkönyv | Kamano 73'         |

| Türk Telekom Arena, Isztambul Játékvezető: Sandro Schärer (svájci) |

| 2021. november 4. 21:00 |

| Marseille                      | 2–2               | Lazio                       |
| ------------------------------ | ----------------- | --------------------------- |
| Milik 33' (11-esből) Payet 82' | (1–1) Jegyzőkönyv | Anderson 45+7' Immobile 49' |

| Stade Vélodrome, Marseille Játékvezető: José María Sánchez Martínez (spanyol) |

| 2021. november 25. 18:45 (20:45 TRT) |

| Galatasaray                                      | 4–2               | Marseille     |
| ------------------------------------------------ | ----------------- | ------------- |
| Cicâldău 12' Ćaleta-Car 30' Feguli 64' Babel 83' | (2–0) Jegyzőkönyv | Milik 68' 85' |

| Türk Telekom Arena, Isztambul Játékvezető: Tobias Stieler (német) |

| 2021. november 25. 18:45 (20:45 MSK) |

| Lokomotyiv Moszkva | 0–3               | Lazio                                            |
| ------------------ | ----------------- | ------------------------------------------------ |
|                    | (0–0) Jegyzőkönyv | Immobile 56' (11-esből) 63' (11-esből) Pedro 87' |

| RZD Aréna, Moszkva Játékvezető: Artur Soares Dias (portugál) |

| 2021. december 9. 21:00 |

| Lazio | 0–0         | Galatasaray |
| ----- | ----------- | ----------- |
|       | Jegyzőkönyv |             |

| Olimpiai Stadion, Róma Játékvezető: Carlos del Cerro Grande (spanyol) |

| 2021. december 9. 21:00 |

| Marseille | 1–0               | Lokomotyiv Moszkva |
| --------- | ----------------- | ------------------ |
| Milik 35' | (1–0) Jegyzőkönyv |                    |

| Stade Vélodrome, Marseille Játékvezető: William Collum (skót) |

### F csoport
| Hely. | Csapat            | M | Gy | D | V | G+ | G– | Gk | P  | Továbbjutás                                                        |  | RSB | BRA | MID | LUD |
| ----- | ----------------- | - | -- | - | - | -- | -- | -- | -- | ------------------------------------------------------------------ |  | --- | --- | --- | --- |
| 1.    | Crvena zvezda     | 6 | 3  | 2 | 1 | 6  | 4  | +2 | 11 | Továbbjutott a nyolcaddöntőbe                                      |  | —   | 2–1 | 0–1 | 1–0 |
| 2.    | Braga             | 6 | 3  | 1 | 2 | 12 | 9  | +3 | 10 | Továbbjutott a nyolcaddöntő rájátszásába                           |  | 1–1 | —   | 3–1 | 4–2 |
| 3.    | Midtjylland       | 6 | 2  | 3 | 1 | 7  | 7  | 0  | 9  | Átkerült az UEFA Európa Konferencia Liga nyolcaddöntő rájátszásába |  | 1–1 | 3–2 | —   | 1–1 |
| 4.    | Ludogorec Razgrad | 6 | 0  | 2 | 4 | 3  | 8  | −5 | 2  |                                                                    |  | 0–1 | 0–1 | 0–0 | —   |

| 2021. szeptember 16. 18:45 |

| Midtjylland | 1–1               | Ludogorec Razgrad |
| ----------- | ----------------- | ----------------- |
| Isaksen 3'  | (1–1) Jegyzőkönyv | Despodov 32'      |

| MCH Arena, Herning Játékvezető: Aliyar Aghayev (azeri) |

| 2021. szeptember 16. 18:45 |

| Crvena zvezda                  | 2–1               | Braga      |
| ------------------------------ | ----------------- | ---------- |
| Rodić 75' Katai 85' (11-esből) | (0–0) Jegyzőkönyv | Galeno 76' |

| Rajko Mitić Stadion, Belgrád Játékvezető: John Beaton (skót) |

| 2021. szeptember 30. 21:00 (22:00 EEST) |

| Ludogorec Razgrad | 0–1               | Crvena zvezda |
| ----------------- | ----------------- | ------------- |
|                   | (0–0) Jegyzőkönyv | Kanga 64'     |

| Ludogorec Aréna, Razgrad Játékvezető: Jérôme Brisard (francia) |

| 2021. szeptember 30. 21:00 (20:00 WEST) |

| Braga                                    | 3–1               | Midtjylland            |
| ---------------------------------------- | ----------------- | ---------------------- |
| Galeno 55' (11-esből) 90+5' R. Horta 62' | (0–1) Jegyzőkönyv | Evander 19' (11-esből) |

| Estádio Municipal de Braga, Braga Játékvezető: Stéphanie Frappart (francia) |

| 2021. október 21. 18:45 (19:45 EEST) |

| Ludogorec Razgrad | 0–1               | Braga       |
| ----------------- | ----------------- | ----------- |
|                   | (0–1) Jegyzőkönyv | R. Horta 7' |

| Ludogorec Aréna, Razgrad Játékvezető: Kristo Tohver (észt) |

| 2021. október 21. 18:45 |

| Midtjylland | 1–1               | Crvena zvezda |
| ----------- | ----------------- | ------------- |
| Dyhr 78'    | (0–0) Jegyzőkönyv | Ivanić 58'    |

| MCH Arena, Herning Játékvezető: Roi Reinshreiber (izraeli) |

| 2021. november 4. 21:00 (20:00 WET) |

| Braga                                            | 4–2               | Ludogorec Razgrad        |
| ------------------------------------------------ | ----------------- | ------------------------ |
| Musrati 25' Medeiros 37' Galeno 40' González 73' | (3–1) Jegyzőkönyv | Sotiriou 33' Plastun 79' |

| Estádio Municipal de Braga, Braga Játékvezető: Glenn Nyberg (svéd) |

| 2021. november 4. 21:00 |

| Crvena zvezda | 0–1               | Midtjylland |
| ------------- | ----------------- | ----------- |
|               | (0–0) Jegyzőkönyv | Kanga 56'   |

| Rajko Mitić Stadion, Belgrád Játékvezető: Bognár Tamás (magyar) |

| 2021. november 25. 18:45 |

| Midtjylland                              | 3–2               | Braga                |
| ---------------------------------------- | ----------------- | -------------------- |
| Sviatchenko 2' Isaksen 48' Evander 90+3' | (1–1) Jegyzőkönyv | Horta 43' Galeno 85' |

| MCH Arena, Herning Játékvezető: Matej Jug (szlovén) |

| 2021. november 25. 18:45 |

| Crvena zvezda | 1–0               | Ludogorec Razgrad |
| ------------- | ----------------- | ----------------- |
| Ivanić 57'    | (0–0) Jegyzőkönyv |                   |

| Rajko Mitić Stadion, Belgrád Játékvezető: José María Sánchez Martínez (spanyol) |

| 2021. december 9. 21:00 (22:00 EET) |

| Ludogorec Razgrad | 0–0         | Midtjylland |
| ----------------- | ----------- | ----------- |
|                   | Jegyzőkönyv |             |

| Ludogorec Aréna, Razgrad Játékvezető: Tobias Stieler (német) |

| 2021. december 9. 21:00 (20:00 WET) |

| Braga                 | 1–1               | Crvena zvezda        |
| --------------------- | ----------------- | -------------------- |
| Galeno 52' (11-esből) | (0–0) Jegyzőkönyv | Katai 70' (11-esből) |

| Estádio Municipal de Braga, Braga Játékvezető: Marco Guida (olasz) |

### G csoport
| Hely. | Csapat           | M | Gy | D | V | G+ | G– | Gk | P  | Továbbjutás                                                        |  | LEV | BET | CEL | FTC |
| ----- | ---------------- | - | -- | - | - | -- | -- | -- | -- | ------------------------------------------------------------------ |  | --- | --- | --- | --- |
| 1.    | Bayer Leverkusen | 6 | 4  | 1 | 1 | 14 | 5  | +9 | 13 | Továbbjutott a nyolcaddöntőbe                                      |  | —   | 4–0 | 3–2 | 2–1 |
| 2.    | Real Betis       | 6 | 3  | 1 | 2 | 12 | 12 | 0  | 10 | Továbbjutott a nyolcaddöntő rájátszásába                           |  | 1–1 | —   | 4–3 | 2–0 |
| 3.    | Celtic           | 6 | 3  | 0 | 3 | 13 | 15 | −2 | 9  | Átkerült az UEFA Európa Konferencia Liga nyolcaddöntő rájátszásába |  | 0–4 | 3–2 | —   | 2–0 |
| 4.    | Ferencváros      | 6 | 1  | 0 | 5 | 5  | 12 | −7 | 3  |                                                                    |  | 1–0 | 1–3 | 2–3 | —   |

| 2021. szeptember 16. 18:45 |

| Bayer Leverkusen       | 2–1               | Ferencváros |
| ---------------------- | ----------------- | ----------- |
| Palacios 37' Wirtz 69' | (1–1) Jegyzőkönyv | R. Mmaee 8' |

| BayArena, Leverkusen Játékvezető: Andris Treimanis (lett) |

| 2021. szeptember 16. 18:45 |

| Real Betis                              | 4–3               | Celtic                                         |
| --------------------------------------- | ----------------- | ---------------------------------------------- |
| Miranda 32' Juanmi 35' 53' Iglesias 51' | (2–2) Jegyzőkönyv | Ajeti 15' Juranović 27' (11-esből) Ralston 87' |

| Benito Villamarín Stadion, Sevilla Játékvezető: Fran Jović (horvát) |

| 2021. szeptember 30. 21:00 (20:00 BST) |

| Celtic | 0–4               | Bayer Leverkusen                                        |
| ------ | ----------------- | ------------------------------------------------------- |
|        | (0–2) Jegyzőkönyv | Hincapié 25' Wirtz 35' Alario 58' (11-esből) Adli 90+4' |

| Celtic Park, Glasgow Játékvezető: Marco Di Bello (olasz) |

| 2021. szeptember 30. 21:00 |

| Ferencváros | 1–3               | Real Betis                              |
| ----------- | ----------------- | --------------------------------------- |
| Uzuni 44'   | (1–1) Jegyzőkönyv | Fekir 17' Wingo 76' (öngól) Tello 90+5' |

| Groupama Aréna, Budapest Játékvezető: Roi Reinshreiber (izraeli) |

| 2021. október 19. 16:30 (15:30 BST) |

| Celtic                     | 2–0               | Ferencváros |
| -------------------------- | ----------------- | ----------- |
| Furuhashi 57' Turnbull 81' | (0–0) Jegyzőkönyv |             |

| Celtic Park, Glasgow Játékvezető: Jakob Kehlet (dán) |

| 2021. október 21. 18:45 |

| Real Betis              | 1–1               | Bayer Leverkusen |
| ----------------------- | ----------------- | ---------------- |
| Iglesias 75' (11-esből) | (0–0) Jegyzőkönyv | Andrich 82'      |

| Benito Villamarín Stadion, Sevilla Játékvezető: Bartosz Frankowski (lengyel) |

| 2021. november 4. 21:00 |

| Bayer Leverkusen                  | 4–0               | Real Betis |
| --------------------------------- | ----------------- | ---------- |
| Diaby 42' 52' Wirtz 86' Amiri 90' | (1–0) Jegyzőkönyv |            |

| BayArena, Leverkusen Játékvezető: Anthony Taylor (angol) |

| 2021. november 4. 21:00 |

| Ferencváros                     | 2–3               | Celtic                          |
| ------------------------------- | ----------------- | ------------------------------- |
| Juranović 11' (öngól) Uzuni 86' | (1–2) Jegyzőkönyv | Furuhashi 3' Jota 23' Abada 60' |

| Groupama Aréna, Budapest Játékvezető: Fábio Veríssimo (portugál) |

| 2021. november 25. 18:45 |

| Bayer Leverkusen          | 3–2               | Celtic                            |
| ------------------------- | ----------------- | --------------------------------- |
| Andrich 16' 82' Diaby 87' | (1–1) Jegyzőkönyv | Juranović 40' (11-esből) Jota 56' |

| BayArena, Leverkusen Játékvezető: Anasztásziosz Szidirópulosz (görög) |

| 2021. november 25. 18:45 |

| Real Betis           | 2–0               | Ferencváros |
| -------------------- | ----------------- | ----------- |
| Tello 5' Canales 52' | (1–0) Jegyzőkönyv |             |

| Benito Villamarín Stadion, Sevilla Játékvezető: Ruddy Buquet (francia) |

| 2021. december 9. 21:00 (20:00 GMT) |

| Celtic                                         | 3–2               | Real Betis                    |
| ---------------------------------------------- | ----------------- | ----------------------------- |
| Welsh 3' Henderson 72' Turnbull 78' (11-esből) | (1–0) Jegyzőkönyv | Bain 69' (öngól) Iglesias 75' |

| Celtic Park, Glasgow Játékvezető: Daniel Stefański (lengyel) |

| 2021. december 9. 21:00 |

| Ferencváros  | 1–0               | Bayer Leverkusen |
| ------------ | ----------------- | ---------------- |
| Laïdouni 82' | (0–0) Jegyzőkönyv |                  |

| Groupama Aréna, Budapest Játékvezető: Kirill Levnikov (orosz) |

### H csoport
| Hely. | Csapat          | M | Gy | D | V | G+ | G– | Gk | P  | Továbbjutás                                                        |  | WHU | DZA | RWI | GNK |
| ----- | --------------- | - | -- | - | - | -- | -- | -- | -- | ------------------------------------------------------------------ |  | --- | --- | --- | --- |
| 1.    | West Ham United | 6 | 4  | 1 | 1 | 11 | 3  | +8 | 13 | Továbbjutott a nyolcaddöntőbe                                      |  | —   | 0–1 | 2–0 | 3–0 |
| 2.    | Dinamo Zagreb   | 6 | 3  | 1 | 2 | 9  | 6  | +3 | 10 | Továbbjutott a nyolcaddöntő rájátszásába                           |  | 0–2 | —   | 3–1 | 1–1 |
| 3.    | Rapid Wien      | 6 | 2  | 0 | 4 | 4  | 9  | −5 | 6  | Átkerült az UEFA Európa Konferencia Liga nyolcaddöntő rájátszásába |  | 0–2 | 2–1 | —   | 0–1 |
| 4.    | Genk            | 6 | 1  | 2 | 3 | 4  | 10 | −6 | 5  |                                                                    |  | 2–2 | 0–3 | 0–1 | —   |

| 2021. szeptember 16. 18:45 |

| Dinamo Zagreb | 0–2               | West Ham United      |
| ------------- | ----------------- | -------------------- |
|               | (0–1) Jegyzőkönyv | Antonio 22' Rice 50' |

| Maksimir Stadion, Zágráb Játékvezető: Ruddy Buquet (francia) |

| 2021. szeptember 16. 18:45 |

| Rapid Wien | 0–1               | Genk          |
| ---------- | ----------------- | ------------- |
|            | (0–0) Jegyzőkönyv | Onuachu 90+2' |

| Allianz Stadion, Bécs Játékvezető: Kristo Tohver (észt) |

| 2021. szeptember 30. 21:00 |

| Genk | 0–3               | Dinamo Zagreb                                         |
| ---- | ----------------- | ----------------------------------------------------- |
|      | (0–2) Jegyzőkönyv | Ivanušec 10' Petković 45+3' (11-esből) 67' (11-esből) |

| Luminus Arena, Genk Játékvezető: Mattias Gestranius (finn) |

| 2021. szeptember 30. 21:00 (20:00 BST) |

| West Ham United         | 2–0               | Rapid Wien |
| ----------------------- | ----------------- | ---------- |
| Rice 29' Benráhma 90+4' | (1–0) Jegyzőkönyv |            |

| London Stadium, London Játékvezető: Tobias Stieler (német) |

| 2021. október 21. 18:45 |

| Rapid Wien           | 2–1               | Dinamo Zagreb |
| -------------------- | ----------------- | ------------- |
| Grüll 9' Hofmann 34' | (2–1) Jegyzőkönyv | Oršić 24'     |

| Allianz Stadion, Bécs Játékvezető: Katerina Monzul (ukrán) |

| 2021. október 21. 21:00 (20:00 BST) |

| West Ham United                 | 3–0               | Genk |
| ------------------------------- | ----------------- | ---- |
| Dawson 45+1' Diop 57' Bowen 59' | (1–0) Jegyzőkönyv |      |

| London Stadium, London Játékvezető: Donatas Rumšas (litván) |

| 2021. november 4. 18:45 |

| Genk                           | 2–2               | West Ham United  |
| ------------------------------ | ----------------- | ---------------- |
| Paintsil 5' Souček 88' (öngól) | (1–0) Jegyzőkönyv | Benráhma 59' 82' |

| Luminus Arena, Genk Játékvezető: Alekszandar Sztavrev (macedón) |

| 2021. november 4. 21:00 |

| Dinamo Zagreb                      | 3–1               | Rapid Wien     |
| ---------------------------------- | ----------------- | -------------- |
| Petković 12' Andrić 34' Šutalo 83' | (2–1) Jegyzőkönyv | Knasmüllner 8' |

| Maksimir Stadion, Zágráb Játékvezető: John Beaton (skót) |

| 2021. november 25. 18:45 |

| Dinamo Zagreb | 1–1               | Genk     |
| ------------- | ----------------- | -------- |
| Menalo 35'    | (1–1) Jegyzőkönyv | Ugbo 45' |

| Maksimir Stadion, Zágráb Játékvezető: Glenn Nyberg (svéd) |

| 2021. november 25. 18:45 |

| Rapid Wien | 0–2               | West Ham United            |
| ---------- | ----------------- | -------------------------- |
|            | (0–2) Jegyzőkönyv | Jarmolenko 40' Noble 45+2' |

| Allianz Stadion, Bécs Játékvezető: Szergej Ivanov (orosz) |

| 2021. december 9. 21:00 |

| Genk | 0–1               | Rapid Wien   |
| ---- | ----------------- | ------------ |
|      | (0–1) Jegyzőkönyv | Ljubičić 29' |

| Luminus Arena, Genk Játékvezető: Tiago Martins (portugál) |

| 2021. december 9. 21:00 (20:00 GMT) |

| West Ham United | 0–1               | Dinamo Zagreb |
| --------------- | ----------------- | ------------- |
|                 | (0–1) Jegyzőkönyv | Oršić 4'      |

| London Stadium, London Játékvezető: Maurizio Mariani (olasz) |